# František Brož
František Brož (Prag, 10. travnja 1896. – Prag, 21. srpnja 1962.)  bio je istaknuti češki violist, skladatelj, dirigent i glazbeni teoretičar. Nosi titulu akademika Praškog konzervatorija.

## Životopis
Brož je rođen u Pragu 10. travnja  1896. Već u ranom djetinjstvu počeo se zanimati za glazbu. Stoga je nakon završene osnovne škole upisao violu na Praškom konzervatoriju s prijateljem Jindřichom Baštařom. Dirigiranje je pohađao zajedno s Josefom Bohuslavom Foersterom i Vítězslavom Novákom, a skladanje s Václavom Talichom. Svirao je violu u Češkoj filharmoniji, kao i u drugim orkestrima u Beču i Istanbulu. Bio je i zborovođa nekoliko praških zborova.
Tijekom nekoliko godina bio je aktivan u Hranicama u Moravskoj, gdje je bio dirigent simfonijskog orkestra i zbora. 1940. vraća se u rodni Prag, gdje je neko vrijeme podučavao glazbu, da bi 1945. postao profesor glazbene teorije na Praškom konzervatoriju. Radio je i kao lektor na Glazbenoj akademiji u Pragu, od 1947. do 1950. Njegove skladbe uključuju i balet, orkestralnu glazbu i zborske pjesme. 1948.  izdao je knjigu Generálbas a continuo u kojoj govori o basovskoj glazbenoj notaciji.